# Kaibu
Kaibu is een eiland in Fiji en heeft een oppervlakte van 20 km². Hoewel het tot Fiji behoort is het eiland privébezit. Op 28 september 2006 werd het voor FJD 38 miljoen verkocht.